# 洛伦佐
洛伦佐（Lorenzo）是一个拉丁起源的意大利和西班牙男性名字。它在意大利、西班牙以及其他西班牙语国家使用。这个名字源自罗马姓氏劳伦修斯(Laurentius) ，意思是“来自劳伦图姆”。劳伦图姆（Laurentum ）本身是以月桂树命名的，是位于意大利半岛西南罗马西南部奥斯蒂亚（Ostia ）和拉维尼乌姆（ Lavinium）之间的拉丁地区的古罗马城市。

## 名为 Lorenzo 的人

### 电影、电视和游戏
- 洛伦佐·卡西亚兰扎（Lorenzo Caccialanza ，1955 年出生），意大利出生的美国演员
- 洛伦佐·拉马斯（Lorenzo Lamas ，1958 年出生），美国演员
- 洛伦佐·梅纳卡亚 (Lorenzo Menakaya) ，尼日利亚演员、电影制片人和电台主持人
- 洛伦佐·米拉（ Lorenzo Milá ，1960 年出生），西班牙新闻播音员
- 洛伦佐·米拉姆(1933–2020)，美国广播员
- 洛伦佐·音乐（1937-2001），美国演员
- 洛伦佐·祖尔佐洛（ Lorenzo Zurzolo ，2000年出生），意大利演员

### 音乐
- 洛伦佐（说唱歌手） ，法国说唱歌手
- Lorenzo Cherubini，又名Jovanotti （生于 1966 年），意大利说唱歌手和词曲作家
- 洛伦佐·达·佛罗伦萨（Lorenzo da Firenze） ，意大利作曲家、特雷森托音乐教师
- 洛伦佐·达·庞特（Lorenzo Da Ponte ，1749–1838），威尼斯剧作家
- 洛伦佐·费雷罗（Lorenzo Ferrero，1951年－），意大利作曲家
- 洛伦佐·弗拉戈拉（Lorenzo Fragola） ，意大利创作型歌手
- Lorenzo Jerald Patterson （生于 1969 年），艺名 MC Ren，美国说唱歌手和嘻哈制作人
- 唐·洛伦佐·佩罗西（Don Lorenzo Perosi ，1872-1956），意大利作曲家
- 洛伦佐·史密斯（Lorenzo Smith，1972 年出生），美国歌手兼词曲作家
- 洛伦佐·维奥蒂，瑞士指挥家

### 政治
- 洛伦佐二世，乌尔比诺公爵(1492–1519)，意大利政治家
- 洛伦佐·丰塔纳（Lorenzo Fontana ，1980年－），意大利政治家
- 洛伦佐·德·美第奇(1449–1492)，意大利政治家
- 洛伦佐·杜兰德（Lorenzo T. Durand ，1849–1917），美国政治家和律师

### 运动
- 洛伦佐·亚历山大（Lorenzo Alexander，1983 年出生），美式橄榄球后卫
- 洛伦佐·布朗（1990 年出生），篮球运动员
- 洛伦佐·凯恩（ Lorenzo Cain ，1986 年出生），美国棒球运动员
- 洛伦佐·卡特（美式橄榄球） （1995年出生），美国橄榄球运动员
- 洛伦佐·西塔迪尼（ Lorenzo Cittadini ，1982 年出生），意大利橄榄球联盟球员
- 洛伦佐·丹尼尔（Lorenzo Daniel，1966 年出生），美国田径短跑运动员
- 洛伦佐·多斯（Lorenzo Doss ，1994年出生），美国橄榄球运动员
- 洛伦佐·邓肯 ( Lorenzo Duncan 约1965），美国篮球运动员
- 洛伦佐·丰塔纳（Lorenzo Fontana ，1996 年出生），意大利赛艇运动员
- 洛伦佐·因西涅（1991年出生），意大利足球运动员
- 洛伦佐·马阿夫（Lorenzo Ma'afu ，1987年出生），新西兰橄榄球联盟球员
- 洛伦佐·马塔（Lorenzo Mata ，1986 年出生），墨西哥裔美国篮球运动员
- 洛伦佐·尼尔（Lorenzo Neal ，1970 年出生），美国橄榄球运动员
- 洛伦佐·拉米雷斯（ Lorenzo Ramírez ，1985年－），墨西哥足球运动员
- 洛伦佐·罗马尔（Lorenzo Romar ，1958 年出生），美国篮球教练
- 洛伦佐·斯卡拉弗尼（ Lorenzo Scarafoni ，1965年－），意大利足球运动员
- 洛伦佐·索内戈（Lorenzo Sonego ，1995年出生），意大利网球运动员
- 洛伦佐·斯塔伦斯（ Lorenzo Staelens ，1964年－），比利时足球运动员
- 洛伦佐·沃德（ Lorenzo Ward ，1967 年出生），美式橄榄球教练
- 洛伦佐·华盛顿（1986-2021），美国橄榄球运动员

### 其他
- 洛伦佐·班迪尼（1935-1967），意大利赛车手
- 洛伦佐·科斯塔（1460-1535），意大利画家
- 洛伦佐·道(1777–1834)，美国传教士
- 洛伦佐·加法(1638–1703)，马耳他建筑师
- 洛伦佐·吉贝尔蒂（1378-1455），意大利艺术家
- 洛伦佐·洛托（1480-1556），意大利画家
- 洛伦佐·麦塔尼(1255–1330)，意大利建筑师
- 洛伦佐·马斯切罗尼(1750–1800)，意大利数学家
- Lorenzo Odone (1978–2008)，美国ALD患者，第一位接受Lorenzo 油治疗的患者
- 洛伦佐·奥尔纳吉（Lorenzo Ornaghi，1948 年出生），意大利学者
- 洛伦佐·拉梅罗，意大利数学家
- 洛伦佐·鲁伊斯（Lorenzo Ruiz ，1594–1637），第一位菲律宾圣人
- 洛伦佐·斯诺(1814–1901)，美国摩门教徒使徒和教会主席
- 洛伦佐·瓦拉（Lorenzo Valla ，约1407年–1457年），意大利人文主义者、修辞学家和教育家

## 姓 Lorenzo 的人
- 菲奥伦佐·迪·洛伦佐（ Fiorenzo di Lorenzo ，1440-1522），意大利画家
- 弗兰克·洛伦佐（Frank Lorenzo ，1940 年出生），美国航空公司高管和企业掠夺者
- 格拉米西亚·洛伦佐（Gramiccia Lorenzo ，1702-1796），意大利画家
- Irving Lorenzo，又名Irv Gotti （生于 1970 年），美国唱片制作人
- 豪尔赫·洛伦佐（Jorge Lorenzo ，1987 年出生），西班牙摩托车赛车手
- 露丝·洛伦佐（Ruth Lorenzo ，1982 年出生），西班牙歌手兼作曲家
- 圣地亚哥·洛伦佐（Santiago Lorenzo ，1978 年出生），阿根廷十项全能运动员

## 虚构人物
- 洛伦佐（Lorenzo）， 《全面戏剧呈现：荒谬的种族》中的角色
- 洛伦佐·巴托里尼 (Lorenzo Bartolini)，2010 年电影《给朱丽叶的信》中的角色
- 洛伦佐·蒙特里尔 (Lorenzo Montereal)，菲律宾电视剧《洛伦佐的时间》中的角色
- 洛伦佐·圣约翰，电视剧《吸血鬼日记》中的角色
- 洛伦佐·佐尔 (Lorenzo Zoil)，2011 年电影《保罗》中的角色